# Cruz de los Veinticinco Años de Paz
La Cruz de los XXV Años de Paz o Cruz de los Veinticinco Años de Paz, popularmente conocida como Medalla de la Paz de Franco, fue una condecoración de España creada y entregada durante el año 1964 para conmemorar los veinticinco años del final de la Guerra Civil Española. Se concedió a militares en activo y combatientes veteranos del bando nacional por parte de la Secretaría General del Movimiento Nacional.

## Descripción
La insignia, realizada en metal dorado y esmalte, consistió en una cruz patada con sus 4 brazos muy semejantes a los de una cruz griega. El brazo superior se encuentra surmontado en ambas caras con un casco militar español modelo 26 adornado con una corona de laurel.
- En el anverso, esmaltado en rojo con los bordes estrechos dorados, sobre un fondo circular de color beige situado en la parte central se podía leer la expresión  "Paz 1939-1964" escrita con letras doradas. El círculo beige se encontraba perfilado de dorado y rodeado por el lema "EN LA GUERRA TU SANGRE - EN LA PAZ TU TRABAJO".

- El reverso fue prácticamente idéntico al anverso pero estuvo realizado con esmalte azul. En su parte central aparecía escrita la expresión "HONOR Y GLORIA A CAIDOS Y HÉROES" y la divisa situada en el exterior fue sustituida por una corona de laurel.

La insignia se portaba suspendida de una cinta dividida en 4 franjas iguales en sentido longitudinal, siendo de izquierda  a derecha: blanca, amarilla, roja y negra. El color blanco simbolizaba la paz, el negro el luto por los caídos y los colores rojo y amarillo, la bandera nacional.
Los primeros ejemplares se hicieron de una sola pieza. Posteriormente se hizo un modelo de 3 piezas, con un botón frontal y otro trasero pegado a la cruz.